# Erythrina corallodendron
El piñón espinoso de las Antillas (Erythrina corallodendron) es una especie de fanerógama perteneciente a la familia Fabaceae. Es originaria del Caribe, principalmente en Haití y Jamaica.

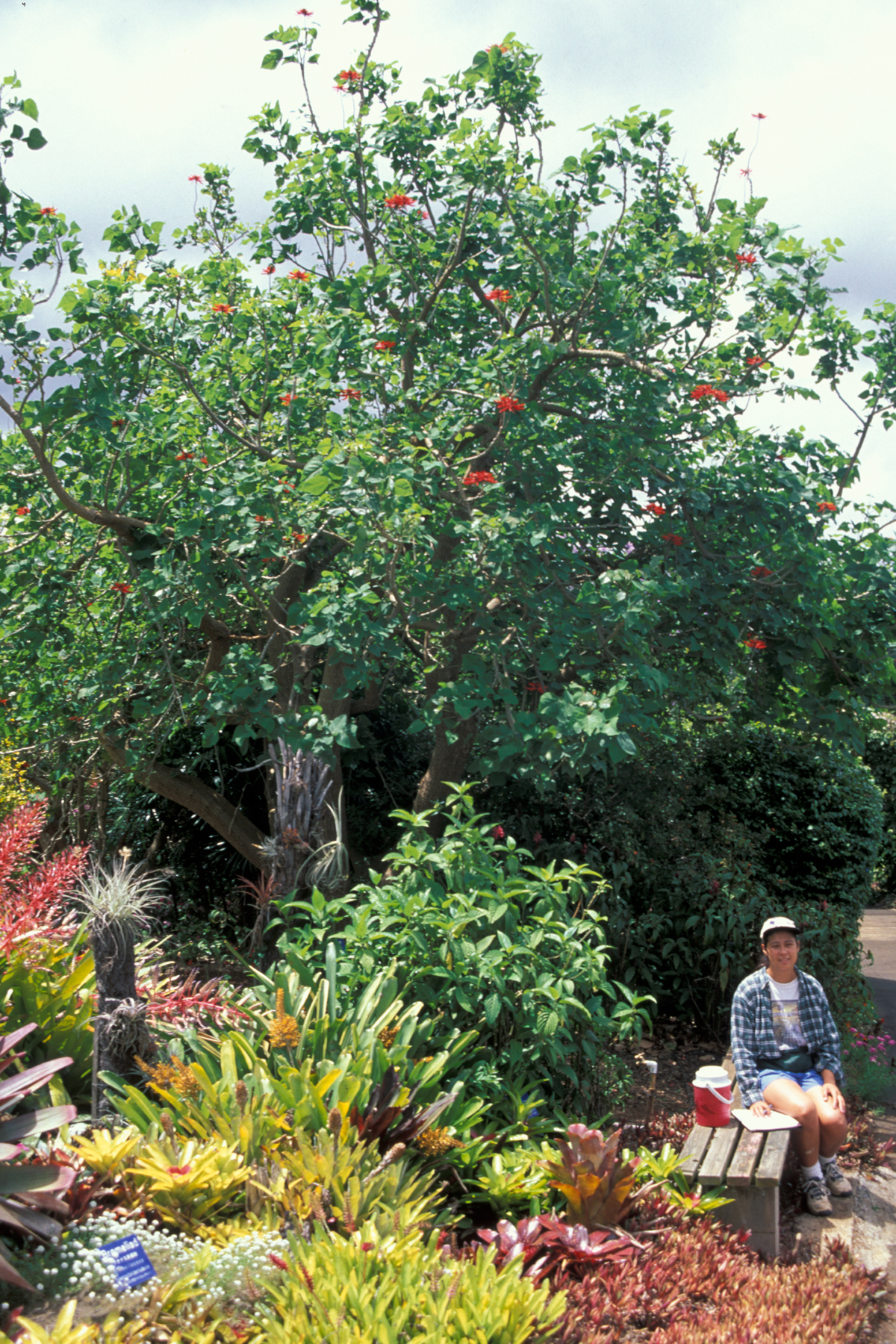
Vista del árbol

## Taxonomía
Erythrina corallodendron fue descrita por Carlos Linneo y publicado en Species Plantarum 2: 706. 1753.
Etimología
Erythrina: nombre genérico que proviene del griego ερυθρóς (erythros) = "rojo", en referencia al color rojo intenso de las flores de algunas especies representativas.
corallodendron: epíteto latino que significa "árbol de coral".
Sinonimia
- Corallodendron occidentale (L.) Kuntze
- Erythrina corallifera Salisb.
- Erythrina corallodendron var. occidentalis L.
- Erythrina inermis Mill.
- Erythrina spinosa Mill.[5]